# Puccinia liberta
Puccinia liberta är en svampart som beskrevs av F. Kern 1919. Puccinia liberta ingår i släktet Puccinia och familjen Pucciniaceae.   Inga underarter finns listade i Catalogue of Life.